# María Estela Ríos González
María Estela Ríos González (Ciudad de México, 4 de abril de 1947) es una profesora, abogada y funcionaria mexicana. Fue consejera jurídica del Ejecutivo federal durante el gobierno de Andrés Manuel López Obrador entre 2021 y 2024. También se desempeñó como consejera jurídica y de servicios legales del Distrito Federal de 2000 a 2006.

## Estudios y vida académica
Estudió la licenciatura en Derecho en la Universidad Nacional Autónoma de México (UNAM). En 1987 se graduó de la maestría en Ciencias políticas y sociales por la misma universidad. En 2016 se graduó del doctorado en Derecho laboral por el Centro Universitario Emmanuel Kant.
Entre 1993 y 1994 trabajó en la Universidad Autónoma Metropolitana como profesora de Derecho procesal. Entre 1995 y 1997 fue presidenta de la Asociación Nacional de Abogados Democráticos.

## Funcionaria pública
Entre enero y junio de 1998 fungió como directora del Registro Civil del Distrito Federal. Entre septiembre y diciembre de 2000 se desempeñó como procuradora de la Defensa del Trabajo del Distrito Federal.
Uno de sus cargos más importantes fue como consejera jurídica y de Servicios Legales del Distrito Federal entre el 5 de diciembre de 2000 y el 4 de diciembre de 2006, que ejerció durante las jefaturas de Andrés Manuel López Obrador y Alejandro Encinas Rodríguez.
Su regreso como servidora pública no se dio sino hasta 2021, después de que Julio Scherer Ibarra renunciara el 2 de septiembre a la titularidad de la Consejería Jurídica del Ejecutivo Federal, parte del gabinete legal de México. Lo sucedió en el mismo día para desempeñarse en el cargo homónimo que había ejercido de 2000 a 2006 pero ahora a nivel federal. El anuncio lo dio López Obrador a través de Twitter:

Ya entró en funciones la nueva consejera jurídica de la Presidencia, María Estela Ríos González. Aunque depende del titular del Ejecutivo, trabajará en estrecha coordinación con el secretario de Gobernación, Adán Augusto López Hernández.
López Obrador en Twitter

Sobre su nombramiento, El País a través del profesor en Derecho constitucional, Javier Martín Reyes, declaró al respecto:

Es un cambio profundo en el estilo y el tipo de consejero. Scherer no se distingue por ser un abogado con experiencia en el derecho administrativo. Si no por ser una figura política ligada a López Obrador desde la etapa en el PRD y luego como coordinador de campaña. Ríos también está ligada al presidente, pero pesa más su carrera como abogada de izquierdas.